# داربي ألين
داربي ألين هو مصارع محترف أمريكي ولد في 7 يناير 1993، يعمل حالياً في آول إليت ريسلينغ.

## روابط خارجية
- داربي ألين على موقع WrestlingData.com (الإنجليزية)
- داربي ألين على موقع CageMatch worker (الإنجليزية)
- داربي ألين على موقع قاعدة بيانات المصارعة على الإنترنت (الإنجليزية)
- داربي ألين على موقع عالم المصارعة على الإنترنت (الإنجليزية)